# Сан Фернандо (Калифорнија)
Сан Фернандо (енгл. San Fernando) град је у америчкој савезној држави Калифорнија. По попису становништва из 2010. у њему је живело 23.645 становника.

## Демографија
Према попису становништва из 2010. у граду је живело 23.645 становника, што је 81 (0,3%) становника више него 2000. године.
| Група             | 2000.          | 2010.          |
| Белци             | 1.855 (7,9%)   | 1.259 (5,3%)   |
| Афроамериканци    | 231 (1,0%)     | 222 (0,9%)     |
| Азијати           | 264 (1,1%)     | 248 (1,0%)     |
| Хиспаноамериканци | 21.038 (89,3%) | 21.867 (92,5%) |
| Укупно            | 23.564         | 23.645         |